# EYCL1
EYCL1 (Eye Color 1 oppure GEY) è un gene del genoma umano responsabile della colorazione degli occhi, in particolare dei colori verde e azzurro.
Il gene è collocato in una regione del cromosoma 19.